# Juho Hänninen
Juho Hänninen, né le 25 juillet 1981 à Punkaharju, est un pilote finlandais de rallyes.

## Biographie
Juho Hänninen a débuté en championnat des rallyes en Finlande en 2002.
Il a concouru régulièrement en WRC de 2006 (débuts en Suède) à 2008, sur Mitsubishi Lancer Evo IX, avec Marco Sallinen puis Mikko Markkula (meilleurs résultats : 8e en Sardaigne en 2007 et en Suède en 2008). En 2008, il termine second du P-WRC, avec trois victoires dans la catégorie.
De 2009 à 2012, il pilote sur une Škoda Fabia S2000 de l'écurie Škoda Motorsport, en Intercontinental Rally Challenge (IRC), en championnat d'Europe et en championnat du monde des rallyes.

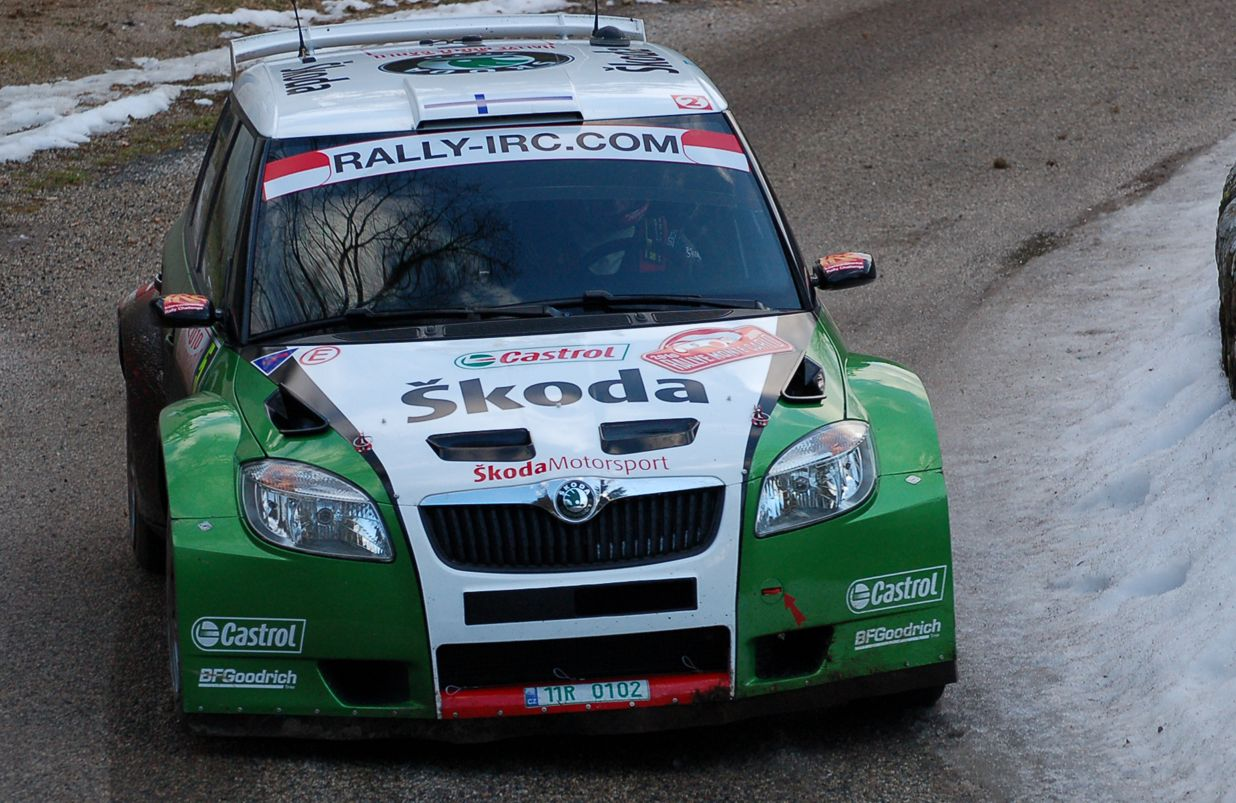
J.Hänninen au rallye Monte-Carlo 2010

En 2010, il remporte l'IRC, grâce notamment à trois victoires acquises en Argentine, en Sardaigne et en Écosse.
En 2011 il remporte à nouveau trois victoires en IRC et se classe troisième du championnat. Parallèlement, il remporte trois manches du S-WRC et le championnat pilote avec 20 points d'avance sur Ott Tänak. 
En 2012, il impose sa Fabia S2000 sur les routes des Rallyes d'Irlande, de Belgique et de République tchèque en championnat IRC, mais c'est le dernier titre "ancienne formule" du championnat d'Europe des rallyes qu'il s'adjuge avec quatre succès continentaux (Croatie, Yprès, Turquie et Tchéquie) avant l'unification des deux championnats en 2013.

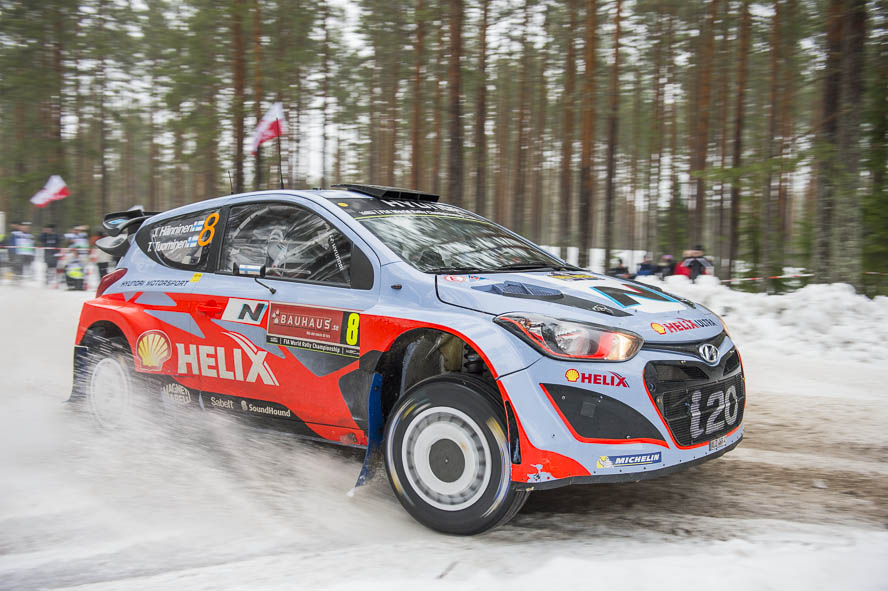
Juho Hänninen au rallye de Suède 2014.

Le 28 novembre 2013, il est recruté par Hyundai en tant que deuxième pilote pour participer au WRC 2014.
Il retrouve un volant en WRC aux côtés de Jari-Matti Latvala dans l'écurie Toyota Gazoo Racing pour toute la saison 2017 qui débute le 19 janvier 2017 au Monte-Carlo. Son nouveau copilote est le finlandais Kaj Lindström. Il termine la saison neuvième avec 71 points et un seul podium glané au rallye de Finlande. Il n'est pas conservé par l'équipe pour la saison 2018.

## Palmarès

### Titre
| Saison | Titre                                           | Voiture            |
| ------ | ----------------------------------------------- | ------------------ |
| 2004   | Champion de Finlande Groupe N                   | Honda Civic Type R |
| 2010   | Vainqueur de l'Intercontinental Rally Challenge | Skoda Fabia S2000  |
| 2011   | Coupe d'Europe FIA de zone sud                  | Skoda Fabia S2000  |
| 2011   | Champion du Monde S-WRC ( 1er Champion )        | Skoda Fabia S2000  |
| 2012   | Champion d'Europe                               | Skoda Fabia S2000  |

### Victoires

#### Victoires en Championnat du monde des rallyes des voitures de production (P-WRC)
| # | Saison | Rallye                 | Pays     | Copilote            | Voiture                        |
| - | ------ | ---------------------- | -------- | ------------------- | ------------------------------ |
| 1 | 2008   | 57e Rallye de Suède    | Suède    | Mikko Markkula (fi) | Mitsubishi Lancer Evolution IX |
| 2 | 2008   | 58e Rallye de Finlande | Finlande | Mikko Markkula (fi) | Mitsubishi Lancer Evolution IX |
| 3 | 2008   | Rallye du Japon        | Japon    | Mikko Markkula (fi) | Mitsubishi Lancer Evolution IX |

#### Victoires en Championnat du monde des rallyes des voitures Super 2000 (S-WRC)
| # | Saison | Rallye                   | Pays     | Copilote            | Voiture           |
| - | ------ | ------------------------ | -------- | ------------------- | ----------------- |
| 1 | 2010   | 60e Rallye de Finlande   | Finlande | Mikko Markkula (fi) | Škoda Fabia S2000 |
| 2 | 2011   | 57e Rallye de l'Acropole | Grèce    | Mikko Markkula (fi) | Škoda Fabia S2000 |
| 3 | 2011   | 61e Rallye de Finlande   | Finlande | Mikko Markkula (fi) | Škoda Fabia S2000 |
| 4 | 2011   | 47e Rallye de Catalogne  | Espagne  | Mikko Markkula (fi) | Škoda Fabia S2000 |

#### Victoires en Intercontinental Rally Challenge (IRC)
| #  | Saison | Rallye                     | Pays               | Copilote            | Voiture           |
| -- | ------ | -------------------------- | ------------------ | ------------------- | ----------------- |
| 1  | 2008   | 2e Rallye de Russie        | Russie             | Mikko Markkula (fi) | Peugeot 207 S2000 |
| 2  | 2009   | 3e Rallye de Russie        | Russie             | Mikko Markkula (fi) | Škoda Fabia S2000 |
| 3  | 2010   | 30e Rallye d'Argentine     | Argentine          | Mikko Markkula (fi) | Škoda Fabia S2000 |
| 4  | 2010   | 7e Rallye de Sardaigne     | Italie             | Mikko Markkula (fi) | Škoda Fabia S2000 |
| 5  | 2010   | 7e Rallye d'Écosse         | Écosse             | Mikko Markkula (fi) | Škoda Fabia S2000 |
| 6  | 2011   | 7e Rallye des Canaries     | Espagne            | Mikko Markkula (fi) | Škoda Fabia S2000 |
| 7  | 2011   | 7e Rallye de Yalta         | Ukraine            | Mikko Markkula (fi) | Škoda Fabia S2000 |
| 8  | 2011   | 46e SATA Rallye des Açores | Portugal           | Mikko Markkula (fi) | Škoda Fabia S2000 |
| 9  | 2012   | 71e Circuit d'Irlande      | Irlande            | Mikko Markkula (fi) | Škoda Fabia S2000 |
| 10 | 2012   | 48e Rallye d'Ypres         | Belgique           | Mikko Markkula (fi) | Škoda Fabia S2000 |
| 11 | 2012   | 42e Rallye Barum           | République tchèque | Mikko Markkula (fi) | Škoda Fabia S2000 |

#### Victoires en Championnat d'Europe (ERC)
| # | Saison | Rallye                 | Pays               | Copilote            | Voiture           |
| - | ------ | ---------------------- | ------------------ | ------------------- | ----------------- |
| 1 | 2012   | 39e Rallye de Croatie  | Croatie            | Mikko Markkula (fi) | Škoda Fabia S2000 |
| 2 | 2012   | 48e Rallye d'Ypres     | Belgique           | Mikko Markkula (fi) | Škoda Fabia S2000 |
| 3 | 2012   | 41e Rallye du Bosphore | Turquie            | Mikko Markkula (fi) | Škoda Fabia S2000 |
| 4 | 2012   | 42e Rallye de Tchéquie | République tchèque | Mikko Markkula (fi) | Škoda Fabia S2000 |

#### Autres victoires
| # | Saison | Rallye             | Pays               | Copilote            | Voiture                    |
| - | ------ | ------------------ | ------------------ | ------------------- | -------------------------- |
| 1 | 2005   | 38e Uno-X Saaremaa | Estonie            | Marko Sallinen      | Mitsubishi Lancer Evo VIII |
| 2 | 2009   | 36e Rally Bohemia  | République tchèque | Mikko Markkula (fi) | Škoda Fabia S2000          |
| 3 | 2010   | 37e Rally Bohemia  | République tchèque | Mikko Markkula (fi) | Škoda Fabia S2000          |

## Résultats en championnat du monde des rallyes WRC
| Saison     | Rallye | Rallye | Rallye | Rallye | Rallye | Rallye | Rallye | Rallye | Rallye | Rallye | Rallye | Rallye | Rallye | Rallye | Rallye | Rallye | Points | Classement final |
| ---------- | ------ | ------ | ------ | ------ | ------ | ------ | ------ | ------ | ------ | ------ | ------ | ------ | ------ | ------ | ------ | ------ | ------ | ---------------- |
| 2006       | MON    | SWE    | MEX    | ESP    | FRA    | ARG    | ITA    | GRE    | GER    | FIN    | JPN    | CYP    | TUR    | AUS    | NZL    | GBR    | 0      | -                |
| 2006       | -      | 15e    | -      | -      | -      | -      | 14e    | -      | -      | Dq.    | -      | -      | -      | -      | 9e     | 19e    | 0      | -                |
|            |        |        |        |        |        |        |        |        |        |        |        |        |        |        |        |        |        |                  |
| 2007       | MON    | SWE    | NOR    | MEX    | POR    | ARG    | ITA    | GRE    | FIN    | GER    | NZL    | ESP    | FRA    | JPN    | IRL    | GBR    | 1      | 22e              |
| 2007       | -      | Dq.    | 17e    | -      | -      | 11e    | 8e     | Ab.    | Ab.    | -      | 19e    | Dq.    | -      | 23e    | -      | 14e    | 1      | 22e              |
| P-WRC 2007 |        | Dq.    |        | -      |        | 3e     |        | Ab.    |        |        | 7e     |        |        | 7e     | -      | 2e     | 18     | 5e (P-WRC)       |
|            |        |        |        |        |        |        |        |        |        |        |        |        |        |        |        |        |        |                  |
| 2008       | MON    | SWE    | MEX    | ARG    | JOR    | ITA    | GRE    | TUR    | FIN    | GER    | NZL    | ESP    | FRA    | JPN    | GBR    |        | 1      | 21e              |
| 2008       | -      | 8e     | -      | -      | -      | -      | 20e    | -      | 13e    | -      | 14e    | 29e    | 24e    | 10e    | Ab.    |        | 1      | 21e              |
| P-WRC 2008 |        | 1er    |        | -      |        |        | 7e     | -      | 1er    |        | 5e     |        |        | 1er    | Ab.    |        | 36     | 2e (P-WRC)       |
|            |        |        |        |        |        |        |        |        |        |        |        |        |        |        |        |        |        |                  |
| 2009       | IRL    | NOR    | CYP    | POR    | ARG    | ITA    | GRE    | POL    | FIN    | AUS    | ESP    | GBR    |        |        |        |        | 0      | -                |
| 2009       | -      | -      | -      | -      | -      | -      | -      | -      | 10e    | -      | -      | -      |        |        |        |        | 0      | -                |
|            |        |        |        |        |        |        |        |        |        |        |        |        |        |        |        |        |        |                  |
| 2010       | SWE    | MEX    | JOR    | TUR    | NZL    | POR    | BUL    | FIN    | GER    | JPN    | FRA    | ESP    | GBR    |        |        |        | 2      | 20e              |
| 2010       | -      | -      | -      | -      | -      | Ab.    | -      | 9e     | -      | -      | -      | -      | -      |        |        |        | 2      | 20e              |
| S-WRC 2010 | -      | -      | -      |        | -      | -      |        | 1er    | -      | -      | -      |        | -      |        |        |        | 25     | 10e (S-WRC)      |
|            |        |        |        |        |        |        |        |        |        |        |        |        |        |        |        |        |        |                  |
| 2011       | SWE    | MEX    | POR    | JOR    | ITA    | ARG    | GRE    | FIN    | GER    | AUS    | FRA    | ESP    | GBR    |        |        |        | 14     | 16e              |
| 2011       | -      | 8e     | -      | -      | 8e     | -      | 8e     | 10e    | 20e    | -      | 26e    | 10e    | -      |        |        |        | 14     | 16e              |
| S-WRC 2011 |        | 2e     |        | -      | 2e     |        | 1er    | 1er    | 4e     |        | 5e     | 1er    |        |        |        |        | 133    | 1er (S-WRC)      |
|            |        |        |        |        |        |        |        |        |        |        |        |        |        |        |        |        |        |                  |
| 2013       | MON    | SWE    | MEX    | POR    | ARG    | GRE    | ITA    | FIN    | GER    | AUS    | FRA    | ESP    | GBR    |        |        |        | 8      | 15e              |
| 2013       | Ab.    | 6e     | -      | -      | -      | -      | -      | 32e    | -      | -      | -      | -      | -      |        |        |        | 8      | 15e              |
|            |        |        |        |        |        |        |        |        |        |        |        |        |        |        |        |        |        |                  |
| 2014       | MON    | SWE    | MEX    | POR    | ARG    | ITA    | POL    | FIN    | GER    | AUS    | FRA    | ESP    | GBR    |        |        |        | 20     | 13e              |
| 2014       | -      | 19e    | -      | 8e     | -      | Ab.    | 6e     | 6e     | -      | -      | -      | -      | 30e    |        |        |        | 20     | 13e              |
|            |        |        |        |        |        |        |        |        |        |        |        |        |        |        |        |        |        |                  |
| 2015       | MON    | SWE    | MEX    | ARG    | POR    | ITA    | POL    | FIN    | GER    | AUS    | FRA    | ESP    | GBR    |        |        |        | 8      | 14e              |
| 2015       | -      | -      | -      | -      | -      | -      | -      | 6e     | -      | -      | -      | -      | -      |        |        |        | 8      | 14e              |
|            |        |        |        |        |        |        |        |        |        |        |        |        |        |        |        |        |        |                  |
| 2017       | MON    | SWE    | MEX    | FRA    | ARG    | POR    | ITA    | POL    | FIN    | GER    | ESP    | GBR    | AUS    |        |        |        | 71     | 9e               |
| 2017       | 16e    | 23e    | 7e     | Ab.    | 7e     | 7e     | 6e     | 10e    | 3e     | 4e     | 4e     | Ab.    | -      |        |        |        | 71     | 9e               |

## Résultats enIntercontinental Rally Challenge
| 2008 | TUR | POR | BEL | RUS | POR | CZE | ESP | ITA | SUI | CHN |     |     |     | 14  | 8e  |  |  |  |
| 2008 | -   | 5e  | -   | 1er | -   | -   | -   | -   | -   | -   |     |     |     | 14  | 8e  |  |  |  |
|      |     |     |     |     |     |     |     |     |     |     |     |     |     |     |     |  |  |  |
| 2009 | MON | BRA | KEN | POR | BEL | RUS | POR | CZE | ESP | ITA | JPN | SCO |     | 21  | 6e  |  |  |  |
| 2009 | Ab. | -   | -   | Ab. | 5e  | 1er | -   | 3e  | -   | 8e  | An. | -   |     | 21  | 6e  |  |  |  |
|      |     |     |     |     |     |     |     |     |     |     |     |     |     |     |     |  |  |  |
| 2010 | MON | BRA | ARG | ESP | ITA | BEL | POR | POR | CZE | ESP | ITA | SCO | CYP | 62  | 1er |  |  |  |
| 2010 | 2e  | 3e  | 1er | 2e  | 1er | Ab. | 3e  | 3e  | 2e  | An. | 2e  | 1er | -   | 62  | 1er |  |  |  |
|      |     |     |     |     |     |     |     |     |     |     |     |     |     |     |     |  |  |  |
| 2011 | MON | CAN | COR | UKR | BEL | AÇO | CZE | HUN | ITA | GBR | CHY |     |     | 125 | 3e  |  |  |  |
| 2011 | 6e  | 1er | -   | 1er | -   | 1er | 3e  | -   | -   | 2e  | 16e |     |     | 125 | 3e  |  |  |  |
|      |     |     |     |     |     |     |     |     |     |     |     |     |     |     |     |  |  |  |
| 2012 | AÇO | CAN | IRL | COR | ITA | BEL | SMR | ROU | CZE | UKR | BUL | ITA | CHY | 93  | 3e  |  |  |  |
| 2012 | 2e  | -   | 1er | -   | -   | 1er | -   | -   | 1er | -   | -   | Ab. | -   | 93  | 3e  |  |  |  |

## Galerie photos

Juho Hänninen
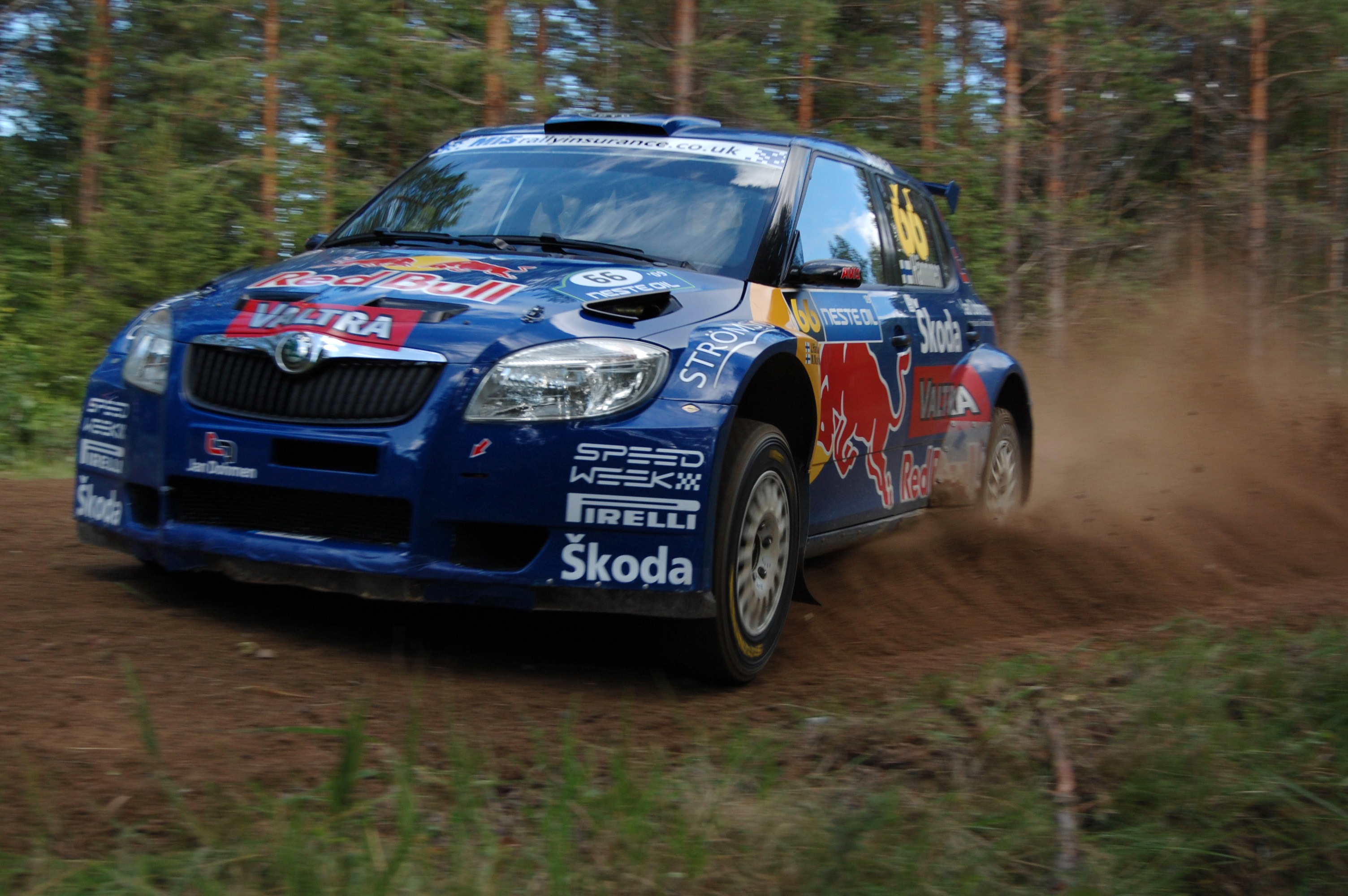
Juho Hänninen au rallye de Finlande en 2009, en WRC
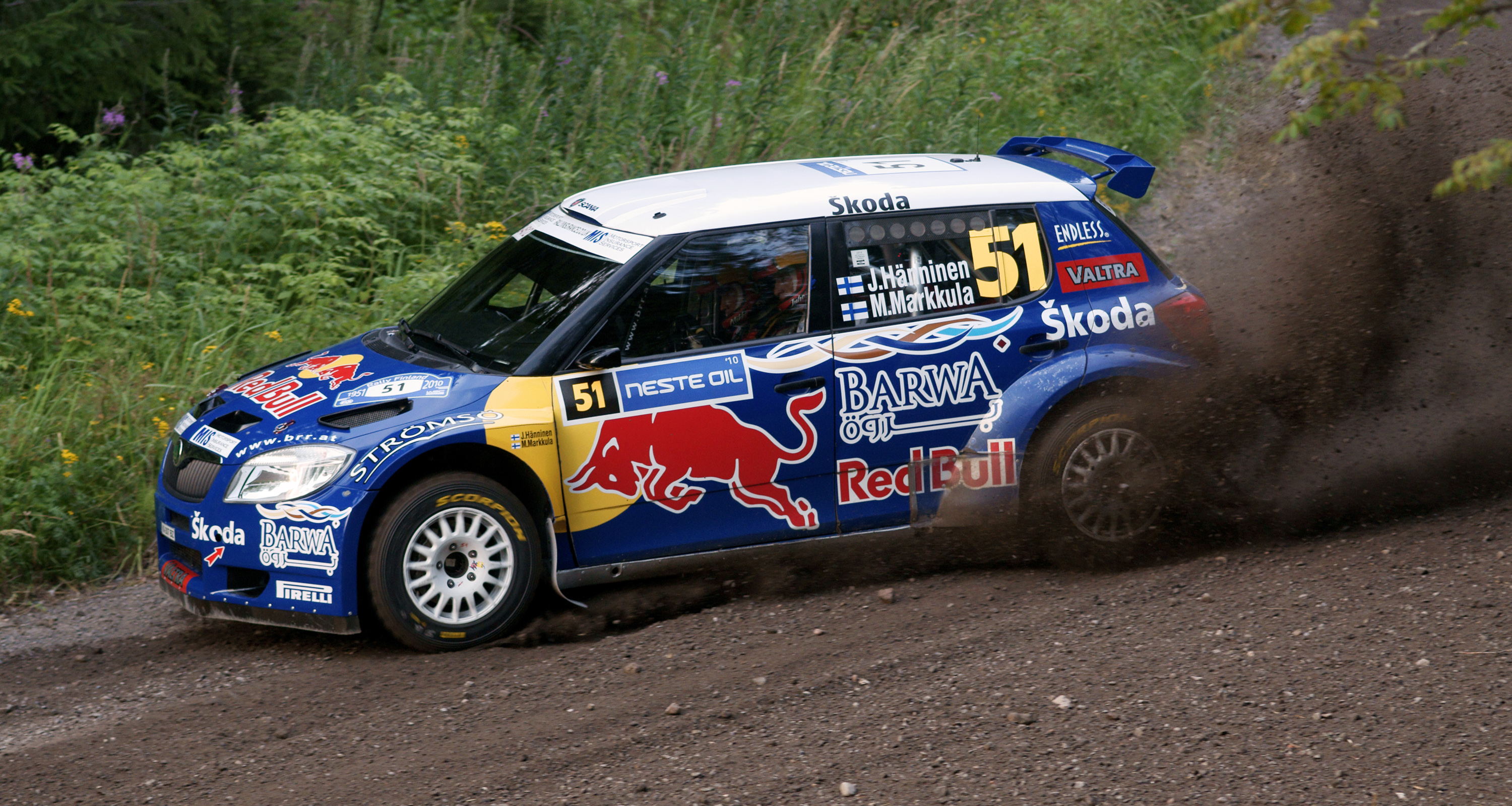
Juho Hänninen au rallye de Finlande 2010, en WRC
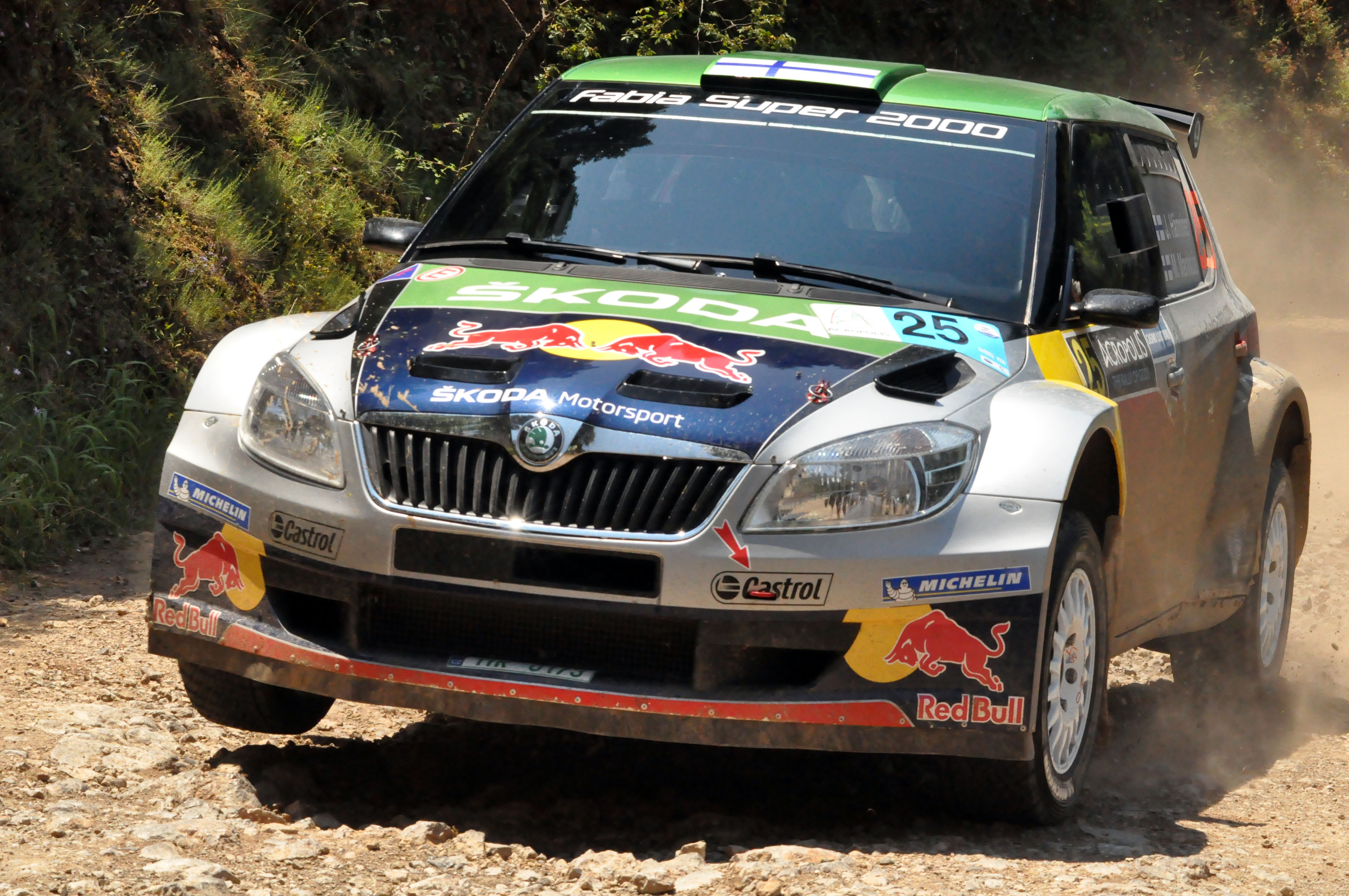
Juho Hänninen au rallye de l'Acropole 2011, en WRC
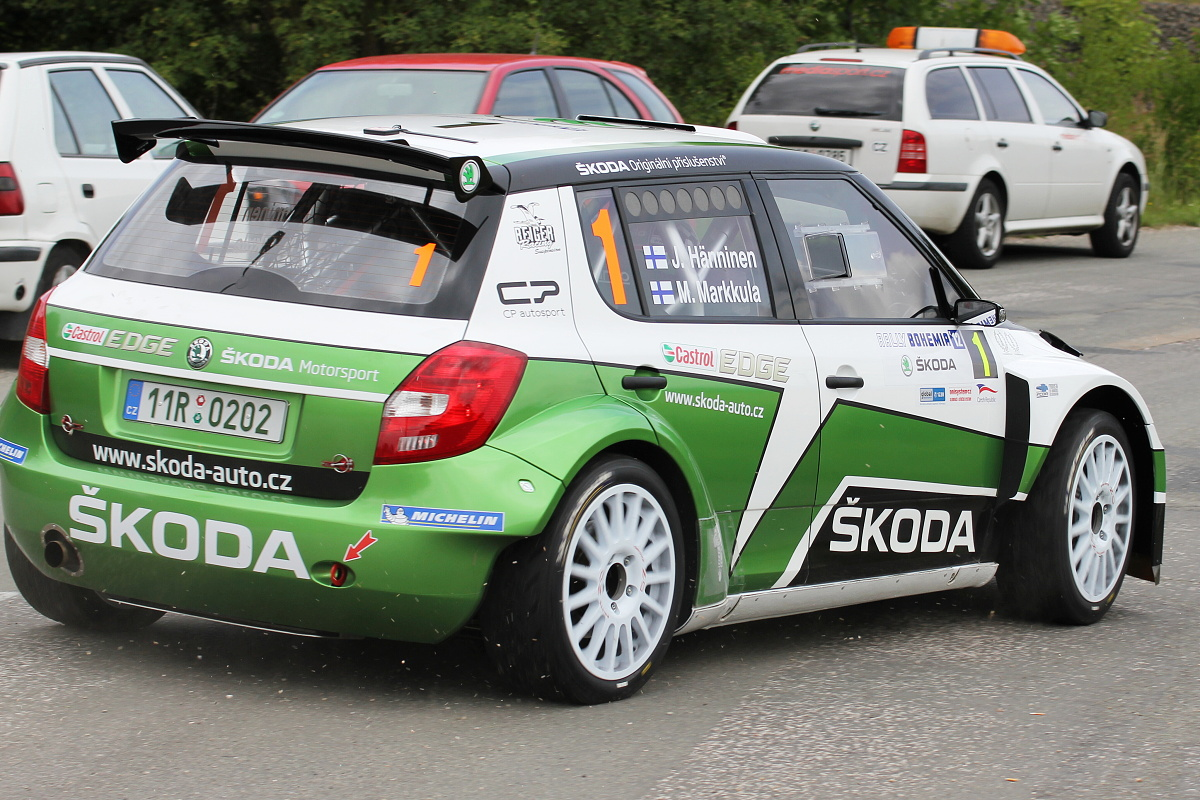
Juho Hänninen au rally Bohemia 2012
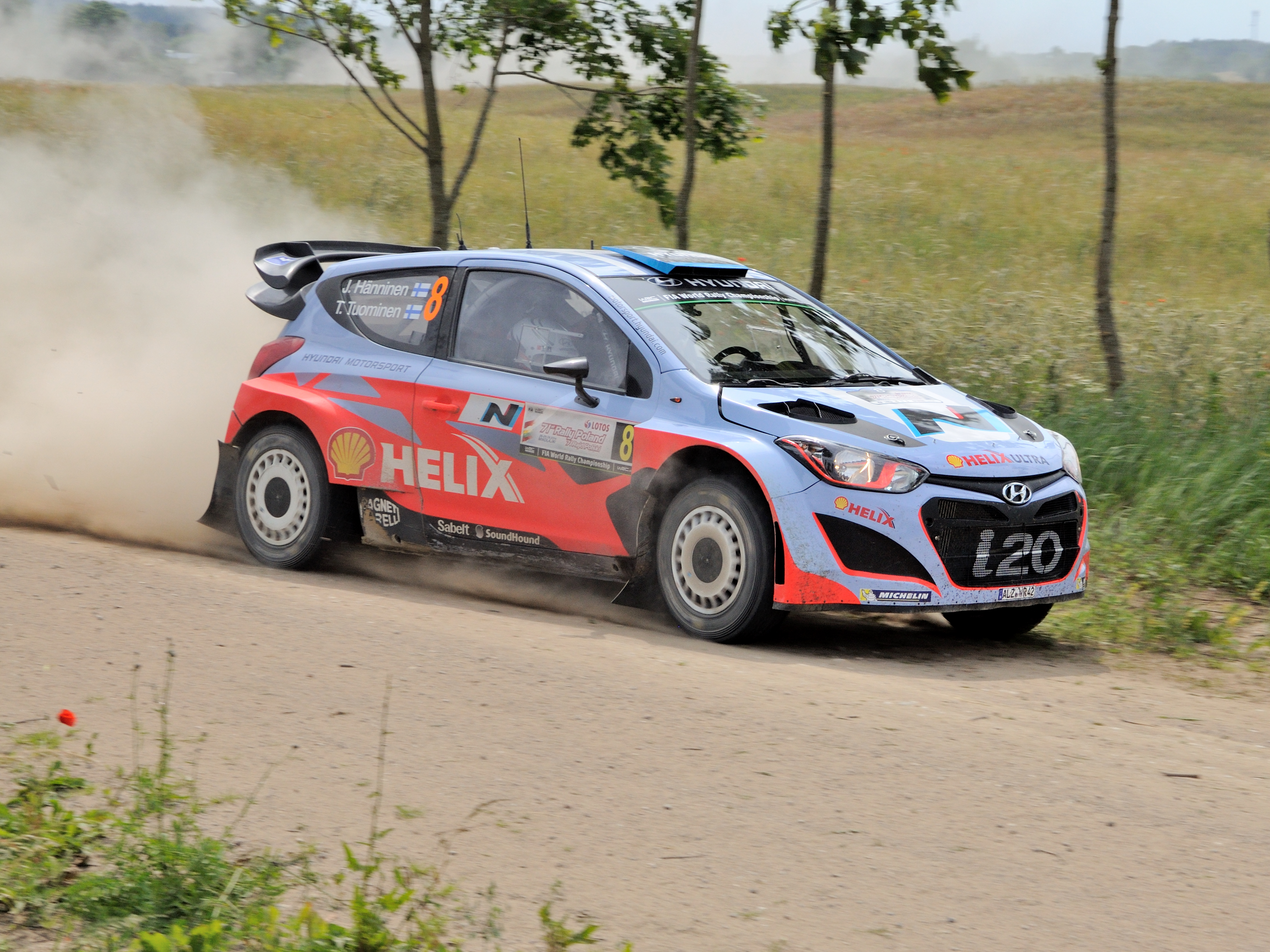
Juho Hänninen au rallye de Pologne 2014, en WRC
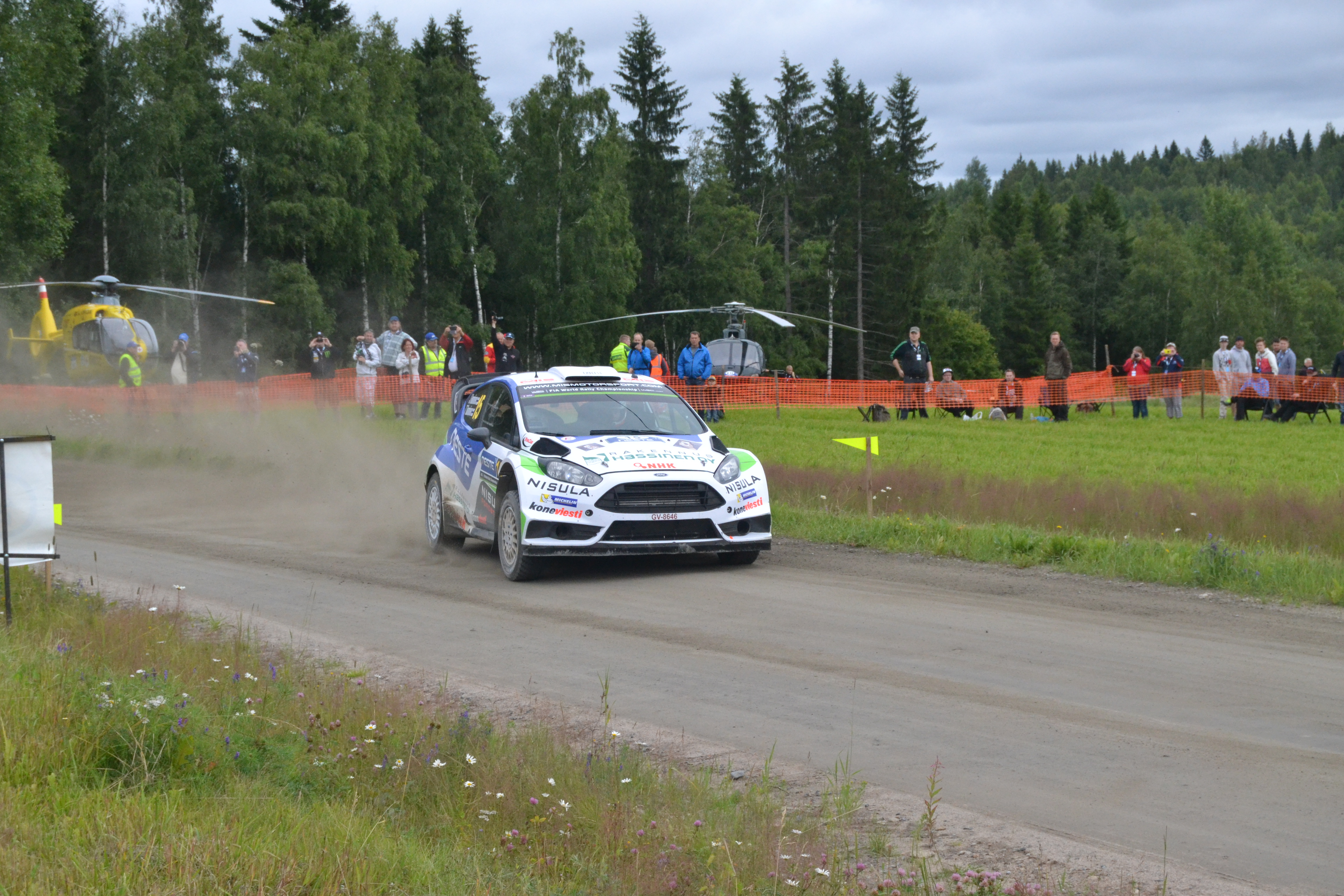
Juho Hänninen au rallye de Finlande 2015, en WRC
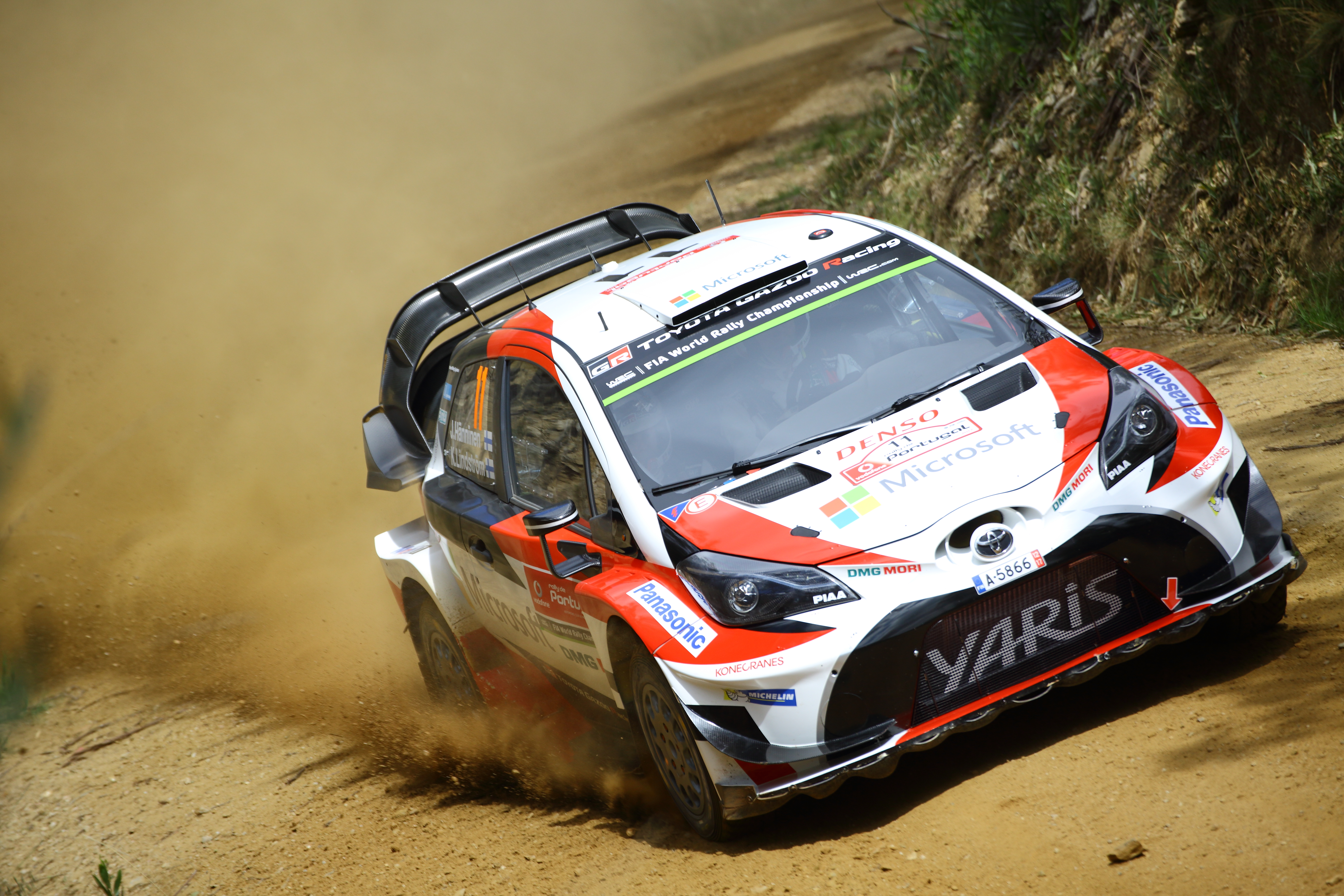
Juho Hänninen au rallye du Portugal 2017, en WRC